# Spomenko Gostić
Spomenko Gostić (serbisk kyrilliska: Споменко Гостић), född den 14 augusti 1978 i Doboj, dåvarande Socialistiska republiken Bosnien och Hercegovina i SFR Jugoslavien, död den 20 mars 1993 i Jovići, dåvarande Republiken Bosnien och Hercegovina, var en bosnienserbisk barnsoldat som stred för Serbiska republiken under Bosnienkriget (1992 - 1995). Han var också den yngsta dekorerade soldaten i Republika Srpskas armé.

## Uppväxt
Gostić gick i grundskola i orten Maglaj i Bosnien och Hercegovina, men på grund av krigsutbrottet i landet hann han inte ta examen. I mycket ung ålder blev även Gostić lämnad av sin far.

## Kriget
År 1992 (krigets första år i landet) bodde han med sin mor Milena i byn Jovići nära Maglaj. Jovići var omgiven av mindre städer med bosniaker som majoritet av befolkningen. Hans mamma gick bort i april 1992, vilket ledde till att han fick bo hos sin mormor. I september 1992 blev Jovići utsatt för bombattacker av bosniska armén, vilket ledde till att hans mormor också dödades.
Kort efter detta gick Gostić med i Republika Srpskas armé där han började som civilmilitär då han började att leverera mat till soldater på frontlinjerna.
En gång när han red på en häst föll han ner i ett minfält, men han skadades inte allvarligt.
Under en offensiv som den bosniska armén gjorde på bergskedjan Ozren, flydde befolkningen men Gostić stannade kvar tillsammans med ett fåtal andra soldater som skulle försvara byn.
I mars 1993, blev fem soldater dödade och Gostić blev allvarligt skadad under en bombning. Den 20 mars samma år dog Gostić av sina skador i Jovići på Ozren. Gostić blev endast 14 år gammal (vissa anger dock att han blev 15 år). Han begravdes på en kyrkogård i Gornji Ulišnjak.

## Efter kriget
Efter kriget har förslag lagts fram i vissa städer i Republika Srpska om att vissa gator ska bli namgivna efter Gostić.

## Utmärkelser
Efter Gostićs död fick han postumt Republika Srpskas förtjänstmedalj för folket (serbiska: Медаља заслуге за народ/Medalja zasluge za narod).